# Dolské království
Země Dolu byla zemí Seveřanů z okolí města Dol, známí také jako Dolmani (Dalemen) nebo Bardingové (Bardings) ve fiktivním světě J. R. R. Tolkiena. Země neexistovala jako oficiální stát, ale jejím centrem byl městský stát Dol, a později i jezerní město Esgaroth. Tato země byla centrem všeho obchodu na severu a bohatla díky svému partnerství s trpasličím královstvím Erebor. Po smrti draka Šmaka se země sjednotila a transformovala se na jednotný stát, jenž byl od té doby známý jako Dolské Království.

## Geografie
Země se nacházela mezi Rudou řekou na východě a Bystrou řekou na západě, a její severní hranici měla podél severního Rhovanionu od Osamělé hory a Temného hvozdu až po Železné hory. Po celém území byly rozesety vrchoviny a pahorkatiny, s lesy rozesetými převážně na západní části země.

## Dějiny

### Decentralizovaná země
Na počátku Prvního Věku, kolem roku 590, do Rhovanionu z východu dorazili lidé z Edain, kde se rozdělili, a část lidu zůstala v Rhovanionu, a osídlila území mezi Temným (tehdy ještě známý jako Zelený) Hvozdem a jezerem Rhûn, střed Zeleného Hvozdu a údolí řeky Anduiny, severně od Kosatcových polí. Tito lidé utvořili velmi dobré vztahy s trpaslíky z Ereboru a Železných hor, a zajistili si obchodní partnerství s Dorwinionem, zemí Východňanů jejímž hlavním exportem bylo víno. Seveřané, jak se začalo těmto lidem říkat, se kolem roku 1000 Třetího Věku rozdělili na Lesní lid v Zeleném Hvozdu, Lid z Údolí Anduiny, Lid z Dolu a Lid Rhovanionu.
Na rozdíl od svých jižních sousedů z Rhovanionských knížectví si Dolmani nevytvořili kulturu pánů koní, ale stali se z nich skvělí obchodníci a zruční lukostřelci. Jejich země neměla centralizovanou vládu a existovali v ní převážně městské státy a malá knížectví. Nejvýznamnějšími z těchto států byly městský stát Dol a jezerní město Esgaroth, které byly centrem všeho obchodu na severu. Dolmani v prvních čtyřech století po vzniku jejich země vytvořili obchodní síť s Východňany Dorwinionu a trpaslíky Šedých a Železných hor a jejich bohatství rostlo do nepředstavitelných výšin. Ve 14. století společně s Východňany Dorwinionu se země Dolmanů stala vazalem Království Rhovanionu, které bylo díky svému králi Vidugaviovi na vrcholu své moci. Po invazi Konfederace Vozatajů Království Rhovanionu padlo a Vozatajové se zmocnili Rhovanionu a území až k řece Anduině, avšak ušetřili rozdělené státy Dolmanů, kteří se začali vyhýbat událostem na jihu. Poté, co Vozatajové opustili území království Rhovanionu a stáhli se zpět do území Dorrhûnenu na jihu a na východ, se Dolmani znovu otevřeli světu a obnovili své obchodní styky se světem. V roce 2590 král Thrór dovedl svůj lid do bývalé, doteď opuštěné kolonie Ereboru a založil Království pod horou, a mezi lidmi z města Dol a trpaslíky Ereboru vzniklo přátelství, které se později transformovalo do spojenectví, a které přetrvalo až do Čtvrtého věku.
V roce 2770 drak Šmak přiletěl ze severních zemí Forodwaithu a zaútočil na Dol i Erebor. I když lidé z Dolu poslali armádu na pomoc trpaslíkům Osamělé hory, nedokázali Šmakovi zabránit v zabíjení trpaslíků a poté v obsazení Osamělé hory. Po útoku se drak usadil v hoře a lidé Dolu opustili město. Lidé Dolu se přesunuli do sousedních městských států a knížectví (většina do Esgarothu) a Esgaroth se stal novým hlavním centrem obchodu na severu.
Smrt Šmaka a Bitva pěti armád nastala v roce 2941. Tři roky po bitvě byl Dol obnoven Bardem Lučištníkem, který zabil draka a byl potomkem Giriona, posledního lorda Dolu před útokem Šmaka. Dol se brzy opět těšil prosperitě: Bard po obnovení Dolu založil stejnojmenné království a shromáždilo lid z Dlouhého jezera, Esgarothu, a státy všech ostatních Dolmanů do jednoho království. Jezerní město bylo přestavěno a zbohatlo z obchodu s Dolem. Jeho lidé se stali běžněji známými jako Bardingové, po jejich novém vládci.

### Království Bardingů
Za vlády krále Branda, vnuka Barda Lučištníka, sloužil Dol jako hlavní město zemí Dolmanů (nyní Bardingů), kterým vládl a které se rozkládaly daleko na jih a východ od Dolu a Esgarothu. Jak však Glóin odhalil na Elrondově radě, v roce 3017 přišel posel z Mordoru, aby požádal krále Dáina II. Železnou nohu u brány do Osamělé hory o zprávy o Hobitech a požádal o Bilbův prsten. Ke králi Brandovi přišli také poslové se zprávami, že na východních hranicích království Dol se shromažďovali nepřátelé z řad Východňanů věrných Sauronovi.
Během Války o Prsten Sauronovi spojenci z řad Východňanů překročili východní hranici království na Řece Carnen a přesunuli se k útoku na město. 17. března 3019 začala bitva o Dol. Když nebyli schopni zadržet Východňany, Bardingové a trpaslíci z Ereboru se stáhli se do Osamělé hory, a úspěšně evakuovali obyvatele Dolu do Osamělé hory, ale ztratili krále Branda a Dáina II., kteří byli oba zabiti u brány Ereboru. Po sedm dní se lidé a trpaslíci bránili v Ereboru, dokud nepřišly z jihu zprávy o Sauronově porážce. Noví králové Dolu a Ereboru (Bard II. a Thorin III. Kamenná přilba) prolomili obležení a vyhnali Východňany z Dolu. Bard později vyslal vyslance na korunovaci krále Aragorna II. Elessara a jeho říše byla navždy ve věčném přátelství a pod ochranou krále Západozemí.